# Peter Eisenman

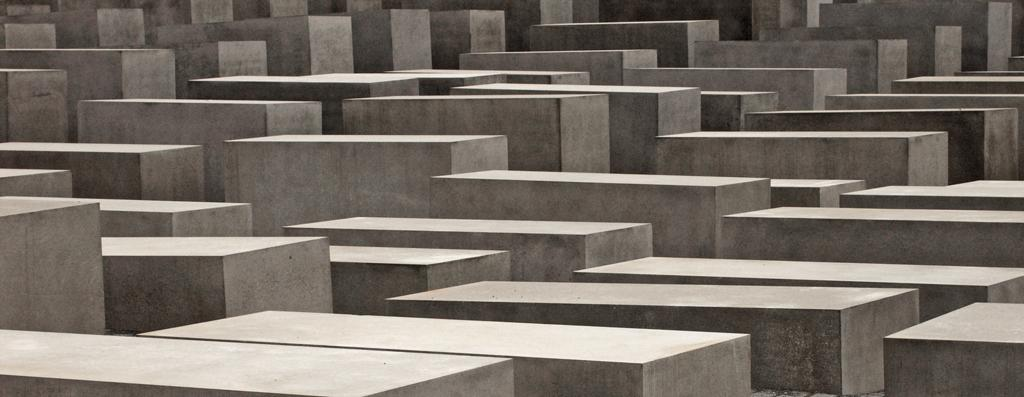
Židovský památník (Berlín)

Peter David Eisenman (* 11. srpna 1932 Newark, New Jersey) je americký architekt, patřící k nejvýznamnějším architektům současnosti. Žije a pracuje v New Yorku, kde 1967 založil Institute for Architecture and Urban Studies. Eisenman obdržel mnoho mezinárodních cen.
Eisenman je členem skupiny New York Five (další členové: Michael Graves, Charles Gwathmey, John Hejduk a Richard Meier), jejímž cílem bylo oživení díla slavného architekta Le Corbusiera.
K jeho posledním dílům patří Židovský památník v Berlíně. V roce 2010 získal Wolfovu cenu za umění.

## Realizované stavby a projekty
- Falk House (House II Eisenman), Hardwick, Vermont, 1969
- House VI (Frank residence), Cornwall, Connecticut, Design: 1972.
- Wexner Center for the Arts, Ohio State University, Columbus, Ohio, 1989
- Nunotani building, Edogawa Tokyo Japan, 1991
- Greater Columbus Convention Center, Columbus, Ohio, 1993
- Aronoff Center for Design and Art, University of Cincinnati, Cincinnati, Ohio, 1996
- City of Culture of Galicia, Santiago de Compostela, Galicia, Spain, 1999
- Il giardino dei passi perduti, Castelvecchio Museum, Verona, 2004
- Memorial to the Murdered Jews of Europe, Berlin, 2005
- State Farm Stadium, Glendale, Arizona, 2006